# Jaoid Chiguer
Jaoid Chiguer est un boxeur français né le 11 août 1985 à Troyes et mort le 25 janvier 2021 à Rosières-près-Troyes.

## Carrière sportive
Jaoid Chiguer est médaillé de bronze lors des Jeux de la Francophonie de 2005 à Niamey, dans la catégorie des poids welters.
Éliminé au deuxième tour des Jeux olympiques d'été de 2008, il remporte la médaille de bronze aux championnats d'Europe de boxe amateur organisés à Liverpool en 2008 dans la catégorie des poids welters. Il est resté coach au BoxingClub de Troyes jusqu'à son décès.